# Примаков, Евгений Максимович
Евге́ний Макси́мович Примако́в  (29 октября 1929[…], Киев — 26 июня 2015[…], Москва) — советский и российский политический и государственный деятель, экономист и востоковед-арабист. Председатель Правительства Российской Федерации (1998—1999), министр иностранных дел РФ (1996—1998), руководитель Центральной службы разведки СССР (1991), директор Службы внешней разведки России (1991—1996), председатель Совета Союза Верховного Совета СССР (1989—1990). Чрезвычайный и полномочный посол (1996).
Доктор экономических наук (1969), профессор (1972). Академик АН СССР (1979); член-корреспондент (1974). Лауреат Государственной премии СССР (1980) и Государственной премии России (2014). 
Член Президиума РАН, член президиума Совета при президенте Российской Федерации по науке и образованию, член Научно-экспертного совета при председателе Совета Федерации Федерального Собрания РФ, председатель Попечительского совета Российского совета по международным делам, директор ИМЭМО АН СССР (1985—1989). 
Президент Торгово-промышленной палаты России (2001—2011). 
Председатель Совета директоров ОАО «РТИ Системы»; президент, председатель Совета «Меркурий-клуба»; руководитель Центра ситуационного анализа РАН.
Член КПСС с 1959 по 1991 годы. С 1986 года — кандидат в члены ЦК КПСС, с 1989 года — член ЦК КПСС. Кандидат в члены Политбюро ЦК КПСС с 1989 по 1990 годы. Депутат Государственной думы РФ III созыва (2000—2001).
Наиболее известное событие, связанное с Примаковым и прочно вошедшее в политический лексикон как нарицательный исторический эпизод, — «разворот над Атлантикой» («петля Примакова»). 24 марта 1999 года председатель Правительства России направлялся с официальным визитом в США, однако, узнав в полёте о решении НАТО бомбить Югославию, распорядился развернуть литерный борт, уже находившийся над Атлантическим океаном, и вернулся в Москву. Это событие, согласно распространённым оценкам официальных российских политологов, вошло в историю как «поворот России к многовекторной внешней политике», «начало возрождения российской государственности и первая демонстрация миру, что с Россией нельзя разговаривать с позиции силы».
В ходе опроса, проведённого среди граждан России в 1999 году фондом «Общественное мнение», 61 % опрошенных выразили мнение, что правительству Примакова удалось стабилизировать экономическую ситуацию в России. 52 % опрошенных заявили, что правительству Примакова удалось стабилизировать и политическую ситуацию.

## Биография

### Ранние годы
Евгений Примаков родился 29 октября 1929 года в Киеве (согласно документам), согласно же утверждению его дочери — в Москве.
Отец Евгения, по словам самого Примакова в поздних мемуарах, носил фамилию Немченко, ушёл из семьи, был репрессирован в 1937 году (пропал без вести в ГУЛАГе). 
Мать — Анна Яковлевна Примакова (1896—1972) — через несколько дней после рождения сына вернулась в Тифлис, к родственникам. Работала акушером-гинекологом в Железнодорожной больнице, потом в женской консультации Тифлисского прядильно-трикотажного комбината. Детство и юность Примаков провёл в этом городе, жил с мамой в комнате на Ленинградской улице, 10 (ныне улица переименована в Санкт-Петербургскую). Учился в средней школе № 14 (ул. Ниношвили).
Его бабушка по материнской линии, по воспоминаниям Евгения Примакова, вопреки воле своего отца, владельца мельницы, вышла замуж за простого работника по фамилии Примаков. Позже они жили в Тифлисе, её муж стал подрядчиком на дорожном строительстве в Турции, — погиб в схватке с грабителями-курдами. В материалах следственного дела родного брата матери Е. М. Примакова — Александра Яковлевича Примакова (1898—1938) — указано, что тот еврей, из мещан и уроженец Тифлиса; другой брат, сестра и родственники матери похоронены на Навтлугском еврейском кладбище в Тбилиси.
В 1944 году, окончив седьмой класс, Примаков поступил курсантом в военно-морское подготовительное училище в Баку, практику проходил на учебном корабле «Правда». В 1946 году был отчислен по состоянию здоровья, так как у него обнаружили начальную стадию туберкулёза.
В 1948 году окончил десятый класс в 14-й мужской средней школе в Тбилиси. Педагоги отмечали особые способности Примакова к языкам и математическим наукам.

### Начало карьеры
Окончил арабское отделение Московского института востоковедения (1953) по специальности «страновед по арабским странам» и затем аспирантуру экономического факультета МГУ (1956).
На госэкзамене по арабскому языку в институте Примаков получил «тройку» и в дальнейшем оценивал своё знание языка как далёкое от совершенства.

Если я вёл какие-то серьёзные переговоры, я всё время пользовался переводчиком. У меня английский лучше, чем арабский, гораздо. C Арафатом я говорил по-английски, если я оставался один на один с ним. Саддам Хусейн гораздо  хуже знал английский язык, поэтому нужно было брать переводчика, и я брал переводчика.

В 1956 году Примаков стал старшим научным сотрудником Института мировой экономики и международных отношений АН СССР (ИМЭМО).
По приглашению главного редактора арабской редакции Главного управления радиовещания на зарубежные страны Сергея Каверина, Примаков поступил на работу в эту редакцию. С 1956 по 1962 год он работал в Гостелерадио СССР корреспондентом, ответственным редактором, заместителем главного редактора, главным редактором вещания на арабские страны.
В 1957 году совершил первую поездку на запад — круиз по Средиземному морю.
В 1959 году защитил кандидатскую диссертацию «Экспорт капитала в некоторые арабские страны — средство обеспечения монопольно высоких прибылей», кандидат экономических наук.
С сентября по декабрь 1962 года — старший научный сотрудник ИМЭМО. В 1962 году из-за конфликта с кураторами из Отдела пропаганды и агитации ЦК КПСС подал заявление об увольнении по собственному желанию.

### Ближний Восток
С 1962 года Примаков работал в газете «Правда» литературным сотрудником, обозревателем отдела стран Азии и Африки, с 1965 года — собкором «Правды» на Ближнем Востоке с пребыванием в Каире (где провёл четыре года), заместителем редактора отдела стран Азии и Африки. Во время работы на Ближнем Востоке встречался с политиками: Зуэйном, Нимейри.
Весной 1970 года директор Института мировой экономики и международных отношений Николай Иноземцев пригласил Примакова к себе первым заместителем.
В 1969 году во время поездки в Багдад познакомился с Саддамом Хусейном, позже познакомился с одним из его приближённых людей — Тариком Азизом, который на тот момент был главным редактором газеты «Al-Thawra». В этот период он совершил много поездок на север Ирака, часто посещал зимнюю резиденцию лидера курдских повстанцев Масуда Барзани. Примаков в качестве прямого канала связи был единственным советским представителем, который имел контакты с курдами на севере Ирака и принимал участие в подготовке соглашения о мире, заключённого курдским руководством и правительством Ирака в Багдаде. Примаков пытался примирить центральное правительство Ирака с курдами за счёт предоставления им автономии, права избрания собственных властей, участия в правительстве, места вице-президента Ирака для курда, однако ничего этого добиться не удалось, и в 1974 году вооружённая борьба курдов возобновилась.
В 1970-е годы Примаков, как он сам рассказал в книге «Конфиденциально: Ближний Восток на сцене и за кулисами (вторая половина XX века — начало XXI века)», по поручению ЦК КПСС участвовал в тайной дипломатии в ближневосточном регионе. В 1970 году Примаков встречался в Бейруте с лидером Народного фронта освобождения Палестины Жоржем Хабашем и передал ему рекомендацию советского руководства отказаться от захвата самолётов и превращения пассажиров в заложников.
Летом 1971 года Примаков в качестве аналитика под прикрытием статуса специального корреспондента ТАСС изучал политическую ситуацию в Египте, где сделал контрастирующий с мнением советского посла вывод о том, что президент Анвар Садат в противоположность своему предшественнику взял курс на сближение с США. В июле 1971 года Примаков написал предложения по перспективам советской политики на Ближнем Востоке, где осторожно рекомендовал «некоторые инициативные шаги в направлении Израиля», с которым СССР разорвал дипломатические отношения после Шестидневной войны. Эти предложения одобрил советский руководитель Леонид Брежнев, что значительно укрепило авторитет Примакова в высших эшелонах власти. Решением Политбюро ЦК КПСС от 5 августа 1971 года Примакову было поручено тайное задание по налаживанию отношений с Израилем, которое поддержали глава КГБ Андропов и министр иностранных дел СССР Громыко, в курсе было также руководство Египта. На тот момент Примаков занимал внеиерархическую должность заместителя директора ИМЭМО АН СССР и считался «представителем общественности», что исключало протесты арабских государств, если бы информация о тайных контактах Примакова с Израилем выплыла наружу.
С августа 1971 по сентябрь 1977 года Примаков несколько раз конфиденциально приезжал в Израиль или встречался с представителями израильского руководства в столице Австрии Вене. Собеседниками Примакова были премьер-министр Голда Меир, министр обороны Моше Даян, министр иностранных дел Абба Эвен, после смены правительства — премьер-министр Ицхак Рабин, министр иностранных дел Игаль Алон, министр обороны Шимон Перес, затем премьер-министр Менахем Бегин. На вопросы израильтян о своих полномочиях Примаков отвечал, что «направлен в Израиль с неофициальной и конфиденциальной миссией советским руководством», однако не имеет полномочий обсуждать восстановление дипломатических отношений между СССР и Израилем. Примаков пытался убедить Израиль покинуть оккупированные в ходе Шестидневной войны 1967 года территории Западного берега реки Иордан и сектора Газа, взамен предлагая гарантии безопасности Израиля со стороны СССР и Запада. Однако израильтяне были уверены, что в случае нападения арабских стран внешние гарантии, обещанные Примаковым, окажутся ничтожными и реально неосуществимыми, что завело переговоры в тупик.

### Научная работа
В 1969 году защитил диссертацию по теме «Социальное и экономическое развитие Египта», став доктором экономических наук.
С 30 апреля 1970 до 1977 года — заместитель директора ИМЭМО АН СССР.
В 1977—1985 годах — директор Института востоковедения АН СССР, с 1979 года — одновременно профессор Дипломатической академии МИД СССР.

Академик АН СССР.
В 1979 году принимал участие в выработке мнения ИВ АН СССР о вторжении советских войск в Афганистан.
В 1985—1989 годах — директор ИМЭМО АН СССР.
Академик-секретарь Отделения экономики АН СССР, с 1988 года — Отделения проблем мировой экономики и международных отношений АН СССР, член президиума АН СССР.

С 1991 г. академик РАН.

### Политическая деятельность
В 1988—1989 годах являлся депутатом Верховного Совета СССР 11-го созыва.
С 1989 по 1991 годы — народный депутат СССР от КПСС. В 1989—1990 годах — член Верховного Совета СССР. В 1989—1990 годах — Председатель Совета Союза Верховного Совета СССР.
В 1990—1991 годах — член Президентского Совета СССР. Входил в ближайшее окружение М. С. Горбачёва.
С 13 марта 1991 года и до распада СССР являлся членом Совета безопасности СССР.
20 августа 1991 года совместно с В. Бакатиным (а также с А. Вольским) выступил с заявлением против ГКЧП в поддержку Горбачёва.
21 августа летал к Горбачёву в Форос в составе делегации, которую возглавлял вице-президент РСФСР Александр Руцкой.
С 30 сентября 1991 года — руководитель Первого главного управления КГБ СССР — первый заместитель председателя КГБ. От генеральского звания отказался, впоследствии став первым гражданским руководителем ПГУ КГБ СССР.
С 6 ноября 1991 года — руководитель Центральной службы разведки СССР.
С 26 декабря 1991 по январь 1996 года занимал должность директора Службы внешней разведки России.
Утверждал, что в сентябре 1993 года не поддержал указ президента Ельцина о роспуске Съезда народных депутатов и Верховного Совета.

#### Министр иностранных дел
9 января 1996 года Примаков был назначен Министром иностранных дел РФ. Проводимая им внешняя политика, по мнению Сергея Лаврова, получила название «доктрины Примакова». Назначение было негативно воспринято странами Запада. С именем Примакова связывается переход России от атлантизма к курсу на многовекторную внешнюю политику. Примаков выступал за продолжение развития отношений России со странами Европы и Северной Америки, сохраняя за Россией право проводить независимую внешнюю политику в Китае, Южной Азии и на Ближнем Востоке. Примаков первым предложил укрепить взаимное сотрудничество между Россией, Индией и Китаем, что стало основой для БРИКС.
Примаков смог остановить отток молодых дипломатических кадров из внешнеполитического ведомства, он добился освобождения дипломатов от прохождения срочной военной службы и выплаты надбавок за сохранение государственной тайны. При Примакове здание на Смоленской площади было передано в полное распоряжение Министерства иностранных дел, до этого в здании всегда располагались и другие ведомства.
Дипломат Алексей Федотов отмечал, что будучи на этом посту Примаков «вернул внешней политике России и её дипслужбе достоинство».

#### Глава правительства
Перед назначением председателем правительства Примаков получил предложение от Виктора Черномырдина стать его первым заместителем и дал на это согласие, однако Государственная дума дважды не поддержала назначение Виктора Черномырдина председателем правительства.
Ельцин предложил Примакову стать председателем правительства. Примаков отказался. Тогда Ельцин предложил Юрию Маслюкову стать во главе правительства. Юрий Маслюков отказался, мотивируя тем, что готов работать первым заместителем у председателя правительства Примакова. Тогда Ельцин повторно предложил Примакову занять пост председателя правительства и Примаков согласился.
10 сентября 1998 года президент Борис Ельцин предложил Примакова на пост председателя Правительства России.
Перед утверждением своей кандидатуры на посту председателя правительства Академик АН СССР, доктор экономических наук Евгений Максимович Примаков выступил в Государственной Думе, которая решала, будет ли он новым председателем правительства.
Он в нескольких предложениях охарактеризовал свое видение того, как развиваться России дальше:
- продолжение движения к рыночным отношениям, но отказ от иллюзорных представлений о том, что главное – «броситься» в эти отношения, а рынок, дескать, сам всё организует;
- усиление государственного регулирования с целью поднять промышленность и сельское хозяйство, защитить отечественного производителя;
- социальная ориентация экономики;
- создание надёжных гарантий против того, чтобы группа лиц могла наживаться, присваивая бюджетные средства за счёт жульнических операций с приватизацией, банкротством предприятий[70].

11 сентября 1998 года кандидатура Примакова была утверждена Госдумой, за него проголосовали 317 депутатов из 450, за исключением ЛДПР.
Кабинет министров во главе с Примаковым резко контрастировал с демократической молодежью из прошлого правительства: в него вошли ориентированные на КПРФ политические деятели с советским опытом работы на руководящих постах: Юрий Маслюков, Вадим Густов, Геннадий Кулик.
Выступая 16 сентября 1998 года на расширенном заседании коллегии МИД России Примаков заявил, что рассуждения о каком-то «красном реванше», «окончании реформ» не имеют под собой ни малейших оснований.
В экономике Е. М. Примаков провозгласил курс "опоры на собственные силы" и достижение общественного согласия. Рубль подешевел, импорт сократился, и это объективно усиливало позиции отечественных производителей. За короткий срок правительству Примакова удалось вдвое снизить государственные расходы и бюджетный дефицит. Была ликвидирована задолженность правительства по зарплате бюджетникам и выплате пенсий пенсионерам.
По данным Госкомстата, в период с октября 1998 года по март 1999 года рост промышленного производства составил 23,8%, инфляция снизилась с 38% до 3%.
24 марта 1999 года Примаков направлялся в Вашингтон с официальным визитом. Над Атлантикой, в районе острова Ньюфаундленд, он узнал по телефону от вице-президента США Альберта Гора, что НАТО приняло решение бомбить Югославию. Примаков решил отменить визит, распорядился развернуть самолёт прямо над океаном («петля Примакова») и вернулся в Москву.
Поступок премьер-министра имел не проходящий с годами резонанс. По мнению обозревателя газеты «Коммерсантъ» Владислава Бородулина, наутро опубликованного в газете, тем самым Примаков фактически отказался от заключения кредитных договоров на 15 млрд долларов США, которые, как полагает журналист, могли помочь восстановиться экономике России. В тот же день, 24 марта главный редактор «Коммерсантъ» Раф Шакиров принёс премьеру извинения за публикацию, где действия Примакова описывались в примитивной и анекдотичной форме, подчеркнув, что «это не позиция редакции», материал опубликован без ведома главного редактора и «нанёс огромный ущерб газете „Коммерсантъ“». Как вспоминал спустя 15 лет сам Примаков: «Я не считаю, что это какой-то подвиг. Я не кривляюсь. Решение принимал я сам. Только после этого позвонил Ельцину и сказал, что принял решение развернуться. Если бы я не сделал этого дела, вот тогда я поступил бы архинеправильно». Примаковский «разворот над Атлантикой», по мнению многих политологов, не только явился центральным событием его политической и премьерской биографии, но и вошёл в историю как символ поворота от ельцинской к новой многовекторной внешней политике России, назван аналитиками поступком, «ставшим предтечей всей путинской внешней политики — от Мюнхенской речи до Крыма».
12 мая 1999 года Примаков, пробыв на посту председателя правительства 8 месяцев, был отправлен президентом Ельциным в отставку. Официально отставка объяснялась замедлением реформ и необходимостью придать им новый импульс. По мнению политолога Сергея Кургиняна, Ельцин связывал с Примаковым, имевшим солидную опору в левоцентристских кругах, попытки организации импичмента президенту в Госдуме, планы самому баллотироваться на пост главы государства в 2000 году — и это было главным мотивом сменить премьера на более лояльного. Отставка Примакова была встречена населением резко отрицательно: 81 % опрошенных фондом «Общественное мнение» заявили, что не одобряют её. При этом большинство опрошенных выразили мнение, что правительству Примакова удалось добиться экономической и политической стабилизации в России. Впрочем, некоторые деятели из партии «Яблоко» обвиняли членов правительства Примакова в коррупции.
Политолог Глеб Павловский, сотрудничавший с Кремлём во время второго президентского срока Ельцина в качестве консультанта, рассказал, что из-за стремительно выросшей популярности Примакова на посту главы правительства и из-за начала ведения независимой от Кремля политики, президенту пришлось отказаться от идеи рассмотрения Евгения Примакова как возможного преемника.
Помимо прочего, Евгений Примаков просил устроить слежку за лидером партии «Яблоко» Григорием Явлинским как за «агентом мирового империализма», вместе с тем со стороны премьер-министра были попытки нападок на свободу СМИ, а также он дважды пытался уволить Владимира Путина с должности руководителя Федеральной службы безопасности. Позже, в предвыборный период в 1999 году, против Примакова будет запущена информационная война с целью понизить его рейтинг и повысить рейтинг преемника Ельцина — Владимира Путина. В эфире ОРТ главным рупором этого проекта станет Сергей Доренко. Но, несмотря на эти факты, после смерти своего конкурента из прошлого Путин будет говорить об идейном преемничестве и посодействует открытию памятника Евгению Примакову.

##### Критика
Правительство Евгения Примакова часто именуют левым и оппозиционным (по отношению к президенту Ельцину). Главный редактор «Коммерсанта» отмечал, что в белодомовских кабинетах впервые за много лет решения стали принимать коммунисты. Одной из первостепенных задач Примаков ставил очищение правительства от либералов. Лидер партии «Яблоко» Григорий Явлинский заявлял о том, что ключевые посты в кабинете покупались, а экономисты Лившиц, Ясин и Авен говорили, что в либеральных реформах наступила пауза, и от её длительности зависит, ухудшится ли положение граждан.
Сейчас трудно сказать, за сколько месяцев это правительство сумеет развалить элементы рыночной экономики в России. Но оно это сделает. Правда, плюс в том, что плачевные результаты деятельности "правительства коммунистов" не оставят шансов лидеру КПРФ Геннадию Зюганову на победу в президентских выборах.Егор Гайдар, 15.09.1998, Газета «Коммерсантъ»
В своей оценке близок к Егору Гайдару оказался депутат Государственной думы Константин Боровой, припоминая антиамериканизм Примакова и его недемократичность, что, по мнению парламентария, приведёт к использованию неприемлемых для экономики регулировочных мер. Против назначения проголосовали все депутаты Государственной думы, связанные с праволиберальной партией «Демократический выбор России», среди которых Эдуард Воробьёв, Сергей Ковалёв, Виктор Похмелкин, Юлий Рыбаков, Галина Старовойтова и Сергей Юшенков.
Предыдущий глава МИД Андрей Козырев обвинял Примакова в старорежимности — Евгений Максимович считал, что у новой России нет новых задач, ведь интересы государства были уже сформированы в советское время. То же мнение высказывал и журналист Евгений Киселёв, подчёркивая его реакционизм и имперский стиль ведения внешней политики.
Финансист и лидер движения «Вперёд, Россия!» Борис Фёдоров выступал за отставку назначенных на посты коммунистов Геннадия Кулика и Юрия Маслюкова, а также яблочника Михаила Задорнова. В конфликте с Кремлём и либералами находились и глава ЦБ Виктор Геращенко, и первый заместитель премьер-министра Вадим Густов.
Политик и государственный деятель Борис Немцов отмечал, что правительство Примакова состояло из «обветшавших динозавров» и не внушало оптимистических надежд.
Писатель и общественный деятель Эдуард Лимонов после назначения Примакова на пост премьер-министра предполагал, что это "последний парад" нездорового Евгения Максимовича, указывая на то, что бывший министр иностранных дел ничего уже сделать не сможет. О своём сомнении в профессиональных способностях команды Примакова заявлял и писатель Борис Стругацкий.
Когда люди смотрят на Примакова, они вспоминают Брежнева. На самом деле Евгений Примаков как защитник России — это миф. Почему миф? Потому что его правительство смогло стабилизировать обстановку только из-за того, что кабинет Кириенко уже решил за него все проблемы.Ирина Хакамада, 23.11.1999, Независимая газета

#### Дальнейшая политическая жизнь
19 декабря 1999 года был избран депутатом Государственной думы Российской Федерации третьего созыва. Председатель фракции «Отечество — Вся Россия» (ОВР) (в 2000—2001 годах). После «январского сговора» «Единства» и КПРФ в начале 2000 года Евгений Примаков, Сергей Кириенко и Григорий Явлинский объявили о создании Координационного совета ОВР, «Союза правых сил» и «Яблока» (КС-3) и договорились согласовывать подходы к законотворческой работе и борьбе за права парламентского меньшинства. В прессе их прозвали "меньшевиками", но прожил совет не больше месяца.
Два срока, с декабря 2001 по 21 февраля 2011 года — президент Торгово-промышленной палаты РФ.
В августе 2006 года Евгений Примаков отметил, что он не считает организацию ХАМАС террористической, так как она изначально «возникла как благотворительная структура и занималась благотворительностью». В то же время он отметил, что в организации образовалось «военное крыло», которое совершало в том числе и террористические акции .
21 февраля 2011 года объявил о своей отставке с поста президента Торгово-промышленной палаты РФ, мотивируя тем, что занимает должность уже два срока, и этого достаточно. 4 марта 2011 года на VI съезде ТПП официально сложил с себя полномочия президента. Новым руководителем ТПП был избран заместитель Примакова Сергей Катырин, который называет Евгения Максимовича своим учителем.
С 23 ноября 2012 года — председатель Совета директоров ОАО «РТИ» (решения в области комплексных систем связи и безопасности).
В последние 14 лет жизни Примаков председательствовал в созданном им «Меркурий-клубе», неформальном и дружеском собрании ветеранов «большой политики», где экс-премьер делал аналитические доклады. Каждое заседание клуба итожилось резюмирующей запиской Примакова, которая затем фельдъегерской службой отправлялась президенту Путину. Глава государства писал на этих записках резолюции и давал соответствующие поручения. По свидетельству экс-сотрудника аппарата Политбюро ЦК КПСС Валерия Кузнецова, Примаков и Путин регулярно обменивались мнениями по политическим проблемам.
В высших политических кругах имел прозвище «Примус». В последний день рождения Евгения Максимовича, 29 октября 2014 года, примус 1980-х годов с надписью «Рекорд 1» был среди главных подарков, которые вручил Примакову президент России Путин.

### Научная деятельность
Один из ведущих отечественных востоковедов, крупный учёный в области мировой экономики и международных отношений, в частности, в сфере комплексной разработки вопросов внешней политики России, изучения теории и практики международных конфликтов и кризисов, исследования мирового цивилизационного процесса, глобальных проблем, социально-экономических и политических проблем развивающихся стран.
26 мая 2008 года Евгений Примаков вошёл в состав президиума РАН.
Почётный член Российской академии образования.

### Смерть и похороны
Евгений Максимович Примаков скончался 26 июня 2015 года на 86-м году жизни, в Москве, после продолжительной болезни — рака печени. В 2014 году Примаков перенёс операцию в Милане, затем лечился в Российском онкологическом центре имени Блохина. Снова попал в больницу 3 июня 2015 года.
26 июня 2015 года соболезнования родным и близким выразил Президент России Владимир Путин. В тот же день Президент подписал Указ «Об организации похорон Е. М. Примакова». 29 июня на гражданской панихиде в Колонном зале Дома Союзов выступил президент России В. Путин. Отпевание в Успенском храме Новодевичьего монастыря совершил Патриарх Московский и всея Руси Кирилл. Похоронен в тот же день с воинскими почестями на Новодевичьем кладбище в Москве (участок № 6), несмотря на то, что сам Примаков выражал желание покоиться рядом с первой женой и сыном на Кунцевском кладбище.ВГТРК вела прямую трансляцию церемонии похорон Е. М. Примакова.

## Семья
Двоюродный брат (сын сестры матери, Фани Яковлевны Киршенблат, в девичестве Примаковой, 1882—1980) — советский биолог Яков Давидович Киршенблат.
Дядя по материнской линии — Александр Яковлевич Примаков (1898—1938), врач единого Бакинского железнодорожного диспансера, был расстрелян в Тбилиси 30 апреля 1938 года как «член террористической и диверсионно-вредительской организации, осуществившей 1 декабря 1934 года злодейское убийство товарища С. М. Кирова и подготовлявшей в последующие годы (1934—1937) массовый террор путём проведения бактериологической диверсии на транспорте».
Другой дядя — Иосиф Яковлевич Примаков (1886 — 29 октября 1909), журналист, издавал в Тифлисе еженедельную газету «Инородцы», которая выходила с 1907 года и уже в 1908 году была закрыта цензурой; автор книги «Исповедь экспроприатора» (повесть, Тифлис: Скоропечатня «Братство», 1908); похоронен на Навтлугском еврейском кладбище в Тбилиси.
- Первая жена — студентка Грузинского политехнического института Лаура Васильевна Харадзе (1930—1987)[132], приёмная дочь генерала НКВД М. М. Гвишиани (с 1951 по 1987 год).
  - Сын Александр Примаков (1954—1981) — окончил МГИМО, прошёл стажировку в США, аспирант Института востоковедения АН СССР, его научным руководителем был друг отца Валентин Зорин, страдал миокардитом, умер 1 мая 1981 года от сердечного приступа[133][134][135].
    - Внук Евгений Примаков (род. 1976, творческий псевдоним — Евгений Сандро[34]), журналист, востоковед[136], руководитель Россотрудничества, депутат Государственной Думы РФ VII созыва, ведущий программы «Международное обозрение» на телеканале Россия-24.

  - Дочь Нана Примакова (род. 21 января 1962) — по профессии педагог-дефектолог, работает психологом, член Русского психоаналитического общества[137][138]. Её муж — сын академика, иммунолога, директора института в Тбилиси Владимира Ивановича Бахуташвили[139].
    - Внучка Александра (род. 1982),
    - Внучка Мария (род. 1997)[140].
- Вторая жена — Ирина Борисовна Бокарёва (род. 24 октября 1952[137]), терапевт; в 1989—1991 годах — личный врач Е. М. Примакова[139].

С 1996 по 2015 год жил в доме по адресу в Москве: Скатертный переулок, 3. На доме установлена мемориальная доска.

## Основные труды
Евгений Примаков является автором ряда монографий и нескольких мемуарных книг, в числе которых:
- «Страны Аравии и колониализм» (1956);
- «Колониализм — злейший враг народа Саудовской Аравии» (1957);
- «Поучительный урок (Вооружённая агрессия против Египта)» (1957; в соавт. с Р. А. Арутюновым);
- «Голубь» спущен» (1968; в соавт. с И. П. Беляевым, Т.А. Колесниченко);
- «Международные конфликты шестидесятых и семидесятых годов» (1972, в соавт.);
- «Египет: время президента Насера» (1974, 2-е изд. 1981; в соавт. с И. П. Беляевым);
- «Ближний Восток: пять путей к миру» (1974);
- «Энергетический кризис: подход советских учёных» (1974);
- «Энергетический кризис в капиталистическом мире» (1975, редактор);
- «Анатомия ближневосточного конфликта» (1978);
- «Новые явления в энергетике капиталистического мира» (1979);
- «Восток после краха колониальной системы» (1982);
- «Восток: рубеж 80-х» (1983);
- «История одного сговора: ближневосточная политика США в 70-е — нач. 80-х гг.» (1985);
- «Очерки истории российской внешней разведки» (в 6 тт, 1996);
- «Годы в большой политике» (1999);
- «Восемь месяцев плюс…» (2001);
- «Мир после 11 сентября» (2002);
- «Конфиденциально: Ближний Восток на сцене и за кулисами» (2006, 2-е изд. 2012);
- «Минное поле политики» (2006);
- «Мир без России? К чему ведёт политическая близорукость» (2009);
- «Мысли вслух». М.: Российская газета, 2011. 207 с., 15 000 экз., ISBN 978-5-905308-03-1;
- «Россия. Надежды и тревоги». М.: Центрполиграф, 2015., ISBN 978-5-227-05735-8;
- «Встречи на перекрёстках». М.: Центрполиграф, 2015. 607 с., ISBN 978-5-227-05739-6;
- «Ближний Восток на сцене и за кулисами. Конфиденциально». М.: Центрполиграф, 2016. 415 с., ISBN 978-5-227-05792-1.
- Статьи Примакова в базе данных Math-Net.Ru

Книги Е. М. Примакова переиздавались за рубежом на китайском, итальянском, английском, болгарском, турецком, персидском, арабском, немецком, японском, греческом, сербском, македонском, румынском, французском языках.

## Признание заслуг

### Государственные награды и премии
- 1975 — орден Трудового Красного Знамени.
- 1979 — орден Дружбы народов.
- 1980 — Государственная премия СССР — за разработку метода и проведение серии ситуационных анализов
- 1982 — Почётный гражданин Тбилиси
- 1985 — орден «Знак Почёта».
- 1995 — орден «За заслуги перед Отечеством» III степени.
- 1998 — орден «За заслуги перед Отечеством» II степени — за заслуги перед государством и большой вклад в проведение внешнеполитического курса России[141][142].
- 2001 — Благодарность Президента Российской Федерации — за успешное и качественное выполнение задач, связанных с налаживанием переговорного процесса по вопросу статуса Приднестровья[143].
- 2004 — Почётная грамота Правительства Российской Федерации — за заслуги перед государством, многолетний плодотворный труд и в связи с 75-летием со дня рождения[144].
- 2004 — Почётная грамота Московской областной думы — за заслуги в содействии проведению социально-экономической политики органами государственной власти Московской области и в связи с 75-летием со дня рождения[145].
- 2004 — орден Почёта — за большой вклад в социально-экономическое развитие Российской Федерации и многолетнюю добросовестную работу[146][147].
- 2009 — Орден «За заслуги перед Отечеством» I степени — за выдающиеся заслуги перед государством в развитии международного сотрудничества, укреплении внешнеэкономических связей Российской Федерации и многолетнюю плодотворную научную деятельность[148].
- 2014 — лауреат Государственной премии Российской Федерации — за выдающиеся достижения в области гуманитарной деятельности за 2013 год[149].
- 2014 — Орден Александра Невского — за достигнутые трудовые успехи, многолетнюю добросовестную работу и активную общественную деятельность[150].

### Награды иностранных государств
- орден Дружбы (Таджикистан, 1999)
- орден князя Ярослава Мудрого V степени (Украина, 27 октября 2004) — за выдающийся личный вклад в развитие украинско-российских экономических и политических отношений и по случаю 75-летия со дня рождения[151][152]
- орден Дружбы народов (Белоруссия, 22 марта 2005) — за большой личный вклад в развитие и укрепление белорусско-российских отношений[153][154]
- орден «Данакер» (Кыргызстан, 22 декабря 2005) — за значительный вклад в укрепление дружбы и сотрудничества, развитие торгово-экономических отношений между Кыргызской Республикой и Российской Федерацией[155]
- орден «Достык» I степени (Казахстан, 2007)
- Большой золотой почётный знак на ленте «За заслуги перед Австрийской Республикой» (Австрия, 2007)[156]
- орден Республики (Приднестровская Молдавская Республика, 2009)[157]
- орден Бернардо О’Хиггинса (Чили, 2009)[158]
- орден «Солидарность» (Куба, 2010)[159][160]
- Юбилейная медаль «20 лет независимости Республики Казахстан» (2012)
- орден Звезды Иерусалима (Палестинская национальная администрация, 2014)[161].

### Награды регионов Российской Федерации
- орден «Ключ дружбы» (Кемеровская область, 8 июня 2004)[162]
- Герой Кузбасса (Кемеровская область)[162]
- Почётный гражданин Кемеровской области (Кемеровская область)[162]

### Награды международных организаций
- 2014 — Медаль «За укрепление парламентского сотрудничества» (27 ноября 2014, Межпарламентская ассамблея СНГ) — за особый вклад в развитие парламентаризма, укрепление демократии, обеспечение прав и свобод граждан в государствах — участниках Содружества Независимых Государств[163]
- 2001 — Грамота Содружества Независимых Государств (1 июня 2001, Совет глав государств СНГ) — за активную работу по укреплению и развитию Содружества Независимых Государств[164].
- 1999 — Медали Николая Рериха, Елены Рерих и Святослава Рериха за поддержку и помощь общественному музею им. Н. К. Рериха в Москве.

### Конфессиональные награды
- 2009 — Орден святого благоверного князя Даниила Московского I степени (РПЦ, 29 октября 2009) — за многолетнюю плодотворную общественную деятельность и государственные заслуги[165].
- 2012 — Орден «Аль-Фахр» I степени (высшая награда Совета муфтиев России) — за выдающийся вклад в дело плодотворного служения многонациональному российскому обществу, укрепления сотрудничества между народами Российской Федерации и арабо-мусульманского мира, а также развитие отечественной школы исламоведения и подготовку квалифицированных кадров учёных-востоковедов[166][167].
- 2014 — Орден Славы и Чести I степени Российской православной церкви (РПЦ) (29 октября 2014 года) — во внимание к трудам и в связи со знаменательной датой[168].

### Ведомственные награды
- 2001 — Памятная медаль А. М. Горчакова Министерства иностранных дел Российской Федерации (апрель 2001 года) — «за заслуги в укреплении мира и развитии международного сотрудничества, утверждении общечеловеческих идеалов и гуманитарных ценностей, а также достижений в дипломатической деятельности»[169].
- 2008 — Большая золотая медаль имени М. В. Ломоносова Российской академии наук (РАН) — за выдающийся вклад в развитие общественных наук[170].

### Общественные премии
- 1974 — лауреат Международной премии имени Гамаля Абделя Насера.
- 1983 — лауреат Премии имени Авиценны.
- 1990 — лауреат Премии Джорджа Кеннана.
- 2000 — лауреат Международной премии имени Гуго Гроция — за огромный вклад в развитие международного права и за создание доктрины многополярного мира.
- 2002 — лауреат Национальной премии бизнес-репутации «Дарин» Российской академии бизнеса и предпринимательства (РАБиП).
- 2003 — лауреат Международной премии «Золотой водолей» в номинации «За честь и достоинство»[171].
- 2009 — лауреат премии Союза журналистов России «Золотое перо России» (2009) за книгу «Мир без России?»[172].
- 2011 — Памятный знак «Медаль имени Василия Николаевича Хитрово» (6 июля 2011)[173].
- 2012 — лауреат Демидовской премии в области общественных наук — «за выдающийся вклад в развитие международных отношений и позиционирование России в современном мире».
- 2015 — лауреат пятой Премии «Виват — Победа!» (Россия) — за заслуги перед Отечеством[174]. Премия не имеет денежного вознаграждения. Лауреатам вручают диплом, икону Святого Георгия Победоносца и офицерскую шашку[175].

### Почётные звания
- Почётный профессор МГУ (1998)[176]
- Почётный доктор МГУ (2006)[176]

## Увлечения
Болел за московский футбольный клуб «Спартак».
Увлекался коллекционированием бабочек — лепидоптерофилией.

## Память
- «Примаковские чтения» — Международный форум экспертов, дипломатов и политиков, посвящённый памяти Евгения Максимовича Примакова. Организатор — Институт мировой экономики и международных отношений РАН (ИМЭМО) при поддержке ПАО «Центр международной торговли», Торгово-промышленной палаты Российской Федерации и ряда других организаций. Мероприятие проводится ежегодно с 2015 года[178][179].
- 4 декабря 2015 года учреждены десять персональных стипендий имени Е. М. Примакова для студентов МГУ и десять персональных стипендий для студентов МГИМО[180].
- Летом 2015 года имя присвоено Институту мировой экономики и международных отношений РАН. Также РАН учредила золотую медаль имени Е. М. Примакова, присуждаемую за выдающиеся научные достижения в области мировой экономики и международных отношений[181].
- С 2017 года имя носит гимназия в деревне Раздоры Одинцовского городского округа Московской области[182].
- В апреле 2016 года имя присвоено вновь образованной улице в Ленинском районе города Махачкалы[183].
- 16 марта 2016 года МИД России была учреждена медаль Примакова.
- 26 июня 2016 года на Новодевичьем кладбище открыт памятник работы скульптора Микаэла Согояна[184].
- В ноябре 2016 года мемориальная доска установлена на доме 3 в Скатертном переулке, где жил политик.
- В 2017 году научно-исследовательское судно Western Neptune, приобретённое «Росгеологией», было переименовано в «Академик Примаков»[185].
- В 2017 году Почта России выпустила марку, посвящённую Евгению Примакову[186].
- Имя «Евгений Примаков» присвоено в 2018 году ледоколу «Совкомфлота» проекта Aker ARC 121[187].
- В 2018 году санаторию «Правда» Службы внешней разведки РФ присвоено почётное наименование «имени Е. М. Примакова»[188].
- В 2019 году Благотворительный фонд Торгово-промышленной палаты РФ переименован в Фонд помощи детям имени Примакова Е. М[189].
- Имя будет присвоено[когда?]

 одному из кораблей ВМФ России[180].
- Зал имени политического и государственного деятеля, востоковеда-арабиста Евгения Примакова и его бюст открыли в школе № 4 имени Героя России Анатолия Кярова[190].
- В сквере напротив здания МИД России 29 октября 2019 года открыт памятник работы скульптора Георгия Франгуляна[191].
- 30 ноября 2019 года в Махачкале состоялось открытие улицы имени Евгения Примакова[192].
- В 2019 году Императорское православное палестинское общество учредило медаль имени Примакова.

## Документальные фильмы
- 2014 — документальный фильм журналиста Андрея Караулова «Академик Примаков» (производство — ООО «Стратегия века»)[193].
- 2014 — документальный фильм Сергея Брилёва «Евгений Примаков. 85» (производство — «ВГТРК»)[194][195].
- 2016 — «Я твёрдо всё решил. Евгений Примаков» (производство — «ВГТРК»)[196].
- 2024 — «Предатели» (документальный сериал Фонда борьбы с коррупцией, 3 серия)[197].